# Oligobrachia hawaiiensis
Oligobrachia hawaiiensis är en ringmaskart som beskrevs av Southward 1981. Oligobrachia hawaiiensis ingår i släktet Oligobrachia och familjen skäggmaskar. Inga underarter finns listade i Catalogue of Life.